# 包以正
包以正（英語：Eugene Pao）是香港的爵士樂結他手。他是香港第一位跟國際製作廠牌簽約的爵士樂手。
包以正在1972年畢業於聖保羅男女中學附屬小學上午校（同屆畢業同學尚有律師黃英琦），後升讀聖保羅男女中學。他小時候開始接觸外國的搖滾音樂，包括披頭四（Beatles）、平克·佛洛伊德（Pink Floyd）、齊柏林飛船（Led Zeppelin）、滾石樂隊（Rolling Stones）等。十二歲時包以正前往美國讀書，後來其本想進入柏克萊音樂學院修讀爵士樂，可是受到父親阻止，結果選擇了商科。1984年，包以正畢業後回到香港，初時在父親的出入口公司工作，同時跟朋友組樂隊，先後在尖沙嘴的Rick's Cafe及蘭桂坊的Jazz Club演出。

## 外部連結
- 官方網站 （页面存档备份，存于）
- 香港爵士樂會[永久] (英語)